# František Pivoda
František Pivoda, né le 19 octobre 1824 à Žeravice et mort le 4 janvier 1898 à Prague, est un professeur de chant, compositeur et critique musical tchèque.

## Biographie
Pivoda est né à Žeravice. Un an plus tard sa famille déménage à Koryčany. Après la mort de sa mère, alors qu'il a 10 ans, son frère aîné Kašpar prend soin de lui. Il étudie à l'institut pédagogique et suit en même temps un cours de chant religieux, sous la direction de Josef Dvořák. En 1842, il devient assistant à Zábřeh et à partir de 1844 à Vienne où il poursuit ses études musicales. Il étudie le piano, le contrepoint et le chant . Il fréquente la Société pour la culture et la diffusion de la vraie musique religieuse. À cette époque, il commence également à composer et plusieurs de ses compositions sont publiées. Il n'oublie pas pour autant ses origines tchèques et collabore étroitement avec la Société slave de Vienne (Slovanskou besedou). Il enseigne le chant aux enfants du prince Khevenhüller, au château de Komorní Hrádek (cs) près de Chocerady.
À partir de 1860, Pivoda s'installe à Prague, où il fonde en 1866 l'École de chant Pivoda, destinée à former des chanteurs d'opéra. Il participe activement à la vie musicale praguoise. Il est l'un des premiers membres de la Umělecká beseda du Chœur Hlahol (Hlahol pražský). Rédacteur en chef de Hudební listy, il postule sans succès au poste de professeur de chant à l'Université technique tchèque. Il est connu pour ses critiques sur Bedřich Smetana, qu'il accuse de « wagnérisme » et d'« étrangeté sans vie ».
Il meurt à Prague le 4 janvier 1898. Il est enterré à Koryčany.

## Œuvres
Pivoda a composé environ 150 pièces. Son activité pédagogique est d'une importance considérable, non seulement pour la formation des chanteurs d'opéra, mais aussi pour l'enseignement musical scolaire. Il a publié sa méthode de chant dans l'ouvrage en quatre volumes Pěvecké škole :
1. Zpěv jednohlasý (Chanter à l'unisson)
2. Další cvičení měkkosti, ohebnosti, plnosti hlasu a technické hbitosti (Un autre exercice de douceur, de souplesse, de plénitude de voix et d'agilité technique)
3. Pokračování ve cvičení měkkosti, ohebnosti, plnosti hlasu a technické hbitosti (Continuer à pratiquer la douceur, la souplesse, la plénitude de la voix et l'agilité technique)
4. Každodenní cvičení pro úpravu hlasu (Exercices quotidiens de conditionnement vocal)

Il a publié plusieurs manuels de musique et recueils de chants pour l'école. Ses recueils d'arrangements de chansons folkloriques pour chant et piano ont été largement diffusés :
- Věnec z písní lidového zpěvu v Čechách, na Moravě a ve Slezsku i v Uhřích (5 carnets, Prague, 1882) (Une couronne de chansons populaires en Bohême, Moravie, Silésie et Hongrie)
- Kytice z písní národních, znárodnělých, vlasteneckých a třiceti jiných (Prague, 1882) (Bouquets de chants nationaux, nationalisés, patriotiques et trente autres)

## Élèves
- Karel Burian
- Emmy Destinn
- Julie Šamberková